# Pieszowola (osada leśna)
Pieszowola – osada leśna w Polsce, położona w województwie lubelskim, w powiecie parczewskim, w gminie Sosnowica.
W latach 1975–1998 miejscowość administracyjnie należała do województwa chełmskiego.